# シティタワー神戸三宮

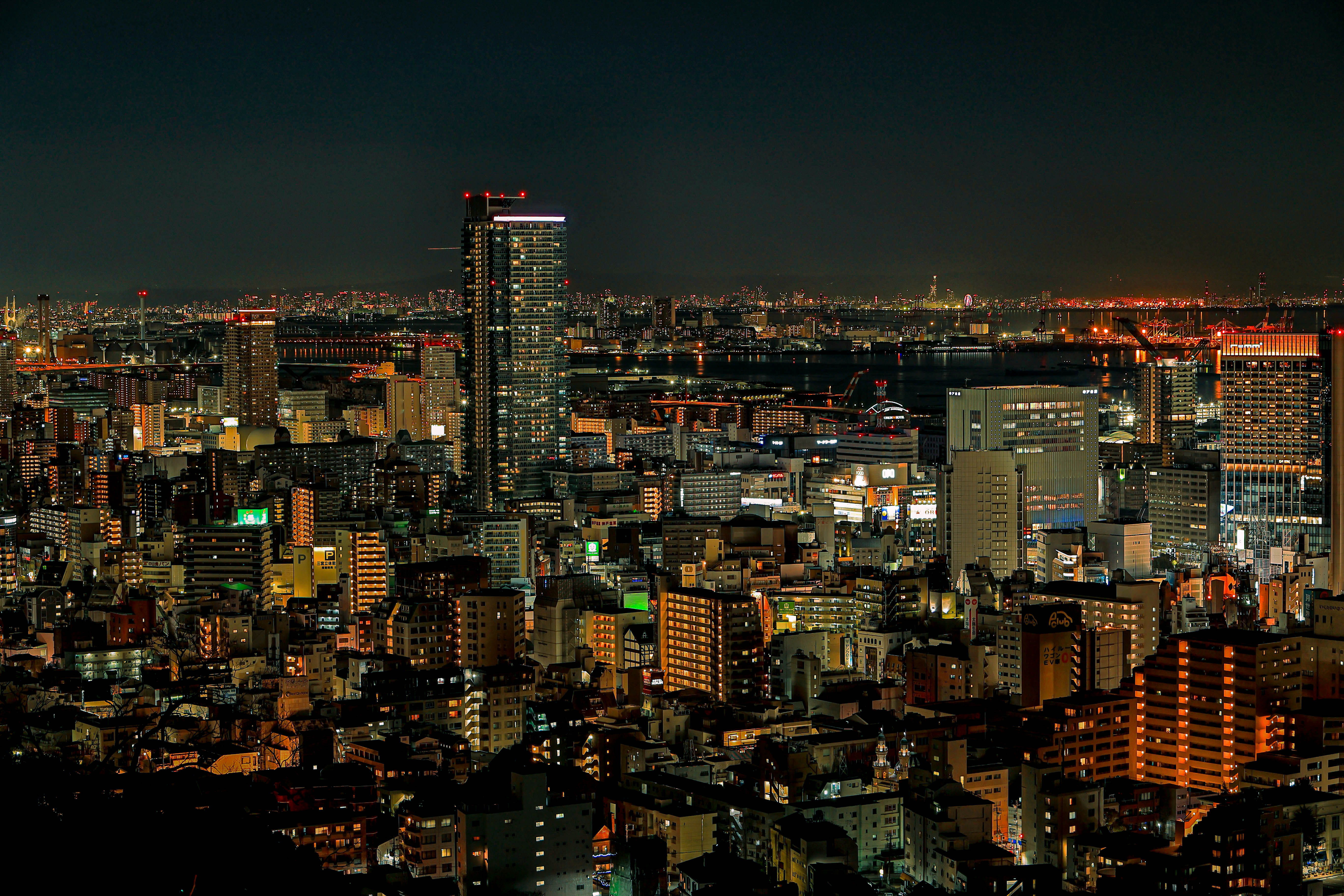
ビーナスブリッジからのシティタワー神戸三宮の夜景）

シティタワー神戸三宮（シティタワー こうべさんのみや）は、神戸市中央区にある超高層マンションである。

## 概要
三ノ宮駅の東約300メートルで施行された旭通4丁目地区市街地再開発事業は、神戸市内最高層である地上54階建ての免震タワーマンション「シティタワー神戸三宮」、および、兵庫県内初進出となった住友不動産グループのビジネスホテル「ヴィラフォンテーヌ神戸三宮」で構成される。
シティタワー神戸三宮は、最高部の高さは190.00mとなり、兵庫県で一番高い分譲マンションおよび超高層ビルである。
北側外壁には「布引の滝」の流れをモチーフとしたLED照明が設置されている。

## 経緯
この地区では、1981年（昭和56年）7月に旭通4丁目地区再開発準備組合が設立されたが、複雑な権利関係などが原因となり、長期間にわたり事業に着手できなかった。事業に着手する前は、観光バス駐車場などに利用され、土地の有効活用がされていなかった。
2006年（平成18年）11月に住友不動産が参加組合員に内定すると事業が動き出し、2007年（平成19年）8月に都市計画決定が行われ、2009年（平成21年）1月に旭通4丁目地区市街地再開発組合が設立認可された。
2010年（平成22年）3月に施設建築物工事に着手し、2013年（平成25年）2月に工事が完了、3月に竣工式が行われた。

## 交通機関
- JR神戸線（東海道本線）- 三ノ宮駅
- 阪神本線 - 神戸三宮駅
- 阪急電鉄（神戸本線・神戸高速線）- 神戸三宮駅
- 神戸市営地下鉄山手線 - 三宮駅
- 神戸市営地下鉄海岸線 - 三宮・花時計前駅
- ポートライナー - 三宮駅